# Shine (album Edenbridge)
Shine è il quarto album in studio del gruppo musicale austriaco Edenbridge, pubblicato nel 2004.

## Tracce
1. Shine – 8:30
2. Move Along Home – 4:41
3. Centennial Legend – 5:16
4. Wild Chase – 5:32
5. And the Road Goes On – 8:10
6. What You Leave Behind – 4:41
7. Elsewhere – 2:18
8. October Sky – 5:11
9. The Canterville Prophecy – 1:49
10. The Canterville Ghost – 7:45
11. On Sacred Ground (Bonus track Europa) – 6:04
12. Anthem (Bonus track Giappone) – 4:41

## Formazione
- Sabine Edelsbacher – voce
- Lanvall – chitarra, basso, tastiera
- Roland Navratil – batteria
- Andreas Eibler – chitarra